# Nowoje Lesnoje
Nowoje Lesnoje (russisch Новое Лесное) ist ein Ort in der russischen Oblast Kaliningrad. Er gehört zur kommunalen Selbstverwaltungseinheit Stadtkreis Gurjewsk im Rajon Gurjewsk.

## Geographische Lage
Nowoje Lesnoje liegt sieben Kilometer südlich des Stadtzentrums von Kaliningrad (Königsberg) in einem Bereich, der im Norden an die Stadt Kaliningrad, im Osten an die Regionalstraße 27A-017 (ex A195), im Süden an die Autobahn Berlinka und im Westen an die Bahnstrecke Kaliningrad–Bagrationowsk grenzt. Die Entfernung zu den Nachbarorten Lesnoje (Ludwigswalde) bzw. Maloje Lesnoje (Friedrichshof) beträgt jeweils einen Kilometer.

## Geschichte
Der Ort entstand nach 1945 neu und war zunächst in den Dorfsowjet Nowomoskowski selski Sowet eingeordnet. Von 2008 bis 2013 gehörte Nowoje Lesnoje zur Landgemeinde Nowomoskowskoje selskoje posselenije und seither zum Stadtkreis Gurjewsk.